# Objeto impossível
Um objeto impossível (também conhecido como figura impossível ou figura indecidível) é um tipo de ilusão de ótica. Consiste em uma figura bidimensional que é instantânea e subconscientemente interpretada pelo sistema visual como representando uma projeção de um objeto tridimensional.
Na maioria dos casos, a impossibilidade se torna aparente após visualizar a figura por alguns segundos. No entanto, a impressão inicial de um objeto 3D permanece mesmo depois de ter sido contradita. Também existem exemplos mais sutis de objetos impossíveis, em que a impossibilidade não se torna espontânea e é necessário examinar conscientemente a geometria do objeto implícito para determinar que é impossível.
A natureza inquietante de objetos impossíveis ocorre devido ao nosso desejo natural de interpretar desenhos 2D como objetos tridimensionais. É por isso que um desenho de um cubo de Necker provavelmente seria visto como um cubo, em vez de "dois quadrados conectados com linhas diagonais, um quadrado cercado por figuras planas irregulares ou qualquer outra figura plana". Com um objeto impossível, olhar para diferentes partes do objeto faz com que se reavalie a natureza 3D do objeto, o que confunde a mente.
Objetos impossíveis são de interesse de psicólogos, matemáticos e artistas sem encaixar inteiramente em nenhuma disciplina.

## Exemplos notáveis
Objetos impossíveis notáveis incluem:
- Cubo impossível – O cubo impossível foi inventado por M. C. Escher para Belvedere, uma litografia em que um garoto sentado ao pé do prédio segura um cubo impossível.[2][3]
- Escada de Penrose – A escadaria Penrose foi criada por Lionel Penrose e seu filho Roger Penrose.[4] Uma variação do triângulo de Penrose, é uma representação bidimensional de uma escada na qual as escadas fazem quatro curvas de 90 graus enquanto sobem ou descem e formam um loop contínuo, de maneira que uma pessoa possa escalá-las para sempre e nunca conseguir chegar mais alto.
- Triângulo de Penrose (Tribar) – O triângulo de Penrose foi criado pela primeira vez pelo artista sueco Oscar Reutersvärd em 1934. O matemático Roger Penrose o criou e popularizou de forma independente nos anos 50, descrevendo-o como "impossibilidade em sua forma mais pura".
- Tridente impossível (ou diapasão do diabo; também blivet ou poiuyt) – O Blivet tem três pinos cilíndricos em uma extremidade que depois se transformam misteriosamente em duas pontas retangulares na outra extremidade.[5]
- L'egsistential Quandary (L'existencial Dilema) – Criado por Roger Shepard em 1990, L'egsistential Quandary é um desenho de um elefante cujos quatro pés são desenhados na parte inferior do espaço em branco entre as pernas, em vez de nas próprias pernas.[6]

Exemplos de objetos impossíveis
- Ilusão ótica de Oscar Reutersvärd (1934)
- Um cubo impossível
- Escada de Penrose
- Triângulo de Penrose
- Tridente impossível
- Queda d'água impossível

## História
Um dos primeiros exemplos de um objeto impossível vem de Apolinère Enameled, um anúncio de 1916 pintado por Marcel Duchamp, mas há outras ocorrências registradas até o século XI. Ele figura uma garota pintando uma armação de cama com tinta esmaltada branca e deliberadamente inclui linhas de perspectiva conflitantes, para produzir um objeto impossível. Para enfatizar a impossibilidade deliberada da forma, falta um pedaço da moldura. 

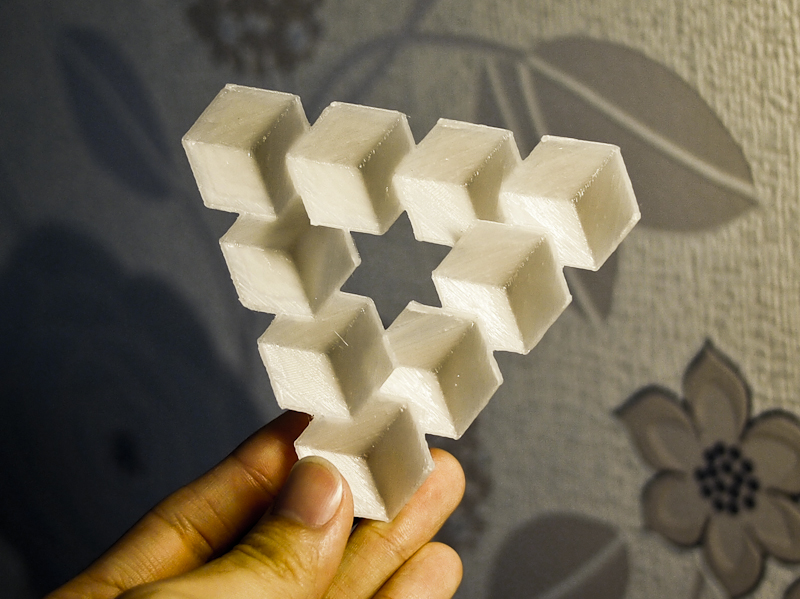
Uma versão impressa em 3D da ilusão Triângulo de Reutersvärd, sua aparência criada por uma perspectiva forçada.

O artista sueco Oscar Reutersvärd foi um dos primeiros a projetar deliberadamente muitos objetos impossíveis. Ele foi chamado "o pai de figuras impossíveis". Em 1934, ele desenhou o triângulo de Penrose, alguns anos antes de Penroses. Na versão da Reutersvärd, os lados do triângulo são divididos em cubos.
Em 1956, o psiquiatra britânico Lionel Penrose e seu filho, matemático Roger Penrose, enviaram um pequeno artigo ao British Journal of Psychology intitulado "Objetos Impossíveis: Um Tipo especial de Ilusão Visual". Isso foi ilustrado com o triângulo de Penrose e as escadas de Penrose. O artigo se referia a Escher, cujo trabalho despertou seu interesse pelo assunto, mas não  Reutersvärd, a quem eles desconheciam. O artigo foi publicado em 1958.
A partir da década de 1930, o artista holandês M. C. Escher produziu muitos desenhos apresentando paradoxos de perspectiva, trabalhando gradualmente em direção a objetos impossíveis. Em 1957, ele produziu seu primeiro desenho contendo um verdadeiro objeto impossível: Cubo com Fitas Mágicas. Ele produziu muitos outros desenhos com objetos impossíveis, às vezes com o desenho inteiro sendo um objeto impossível. Queda d'Água e Belvedere são bons exemplos de construções impossíveis. Seu trabalho fez muito em chamar a atenção do público para objetos impossíveis.
Alguns artistas contemporâneos também estão experimentando figuras impossíveis, por exemplo, Jos de Mey, Shigeo Fukuda, Sandro del Prete, István Orosz (Utisz), Guido Moretti, Tamás F. Farkas, Mathieu Hamaekers e Kokichi Sugihara.

## Objetos impossíveis construídos
Embora seja possível representar em duas dimensões, não é geometricamente possível que esse objeto exista no mundo físico. No entanto, alguns modelos de objetos impossíveis foram construídos, de modo que, quando vistos de um ponto muito específico, a ilusão é mantida. Girar o objeto ou alterar o ponto de vista quebra a ilusão e, portanto, muitos desses modelos se baseiam em perspectiva forçada ou com partes do modelo parecendo estar mais longe ou mais próximas do que realmente estão.

A noção de "objeto impossível interativo" é um objeto impossível que pode ser visto de qualquer ângulo sem quebrar a ilusão.